# Фитиута (аэропорт)
Аэропорт Фитиута (англ. Fitiuta Airport; ИАТА: FTI, ИКАО: NSFQ, FAA LID: PPG) — гражданский аэропорт, расположенный в посёлке Фитиута на острове Тау в составе Американского Самоа, невключенной неорганизованной территории США.
Аэропорт заменил аэропорт Тау, расположенный в посёлке Тау, который был официально закрыт в октябре 1990 года, после постройки и введения в эксплуатацию аэропорта Фитиута.
Аэропортом владеет правительство Американского Самоа.

## Описание
У аэропорта Фитиута имеется одна забетонированная и освещённая ВПП с номером 12/30, размерами в 975 на 23 м.
Было подсчитано, что с 31 января 2011 года по 2012 год, 91 % операций аэропорта составляли полёты воздушных такси, и лишь 9 % — операции авиации общего назначения. За 12-месячный период, закончившийся 29 мая 2015 года, все 1130 воздушных операций, выполненные аэропортом, осуществлялись воздушными такси.
В аэропорту также присутствует полностью функционирующая пожарная станция (введённая в эксплуатацию в 2011 году).
Аэропорт эксплуатируется под частью 139 раздела 14 Свода федеральных нормативных актов.

## Направления
| Авиакомпания  | Точки назначения |
| ------------- | ---------------- |
| Samoa Airways | Паго-Паго        |

## Инциденты
- 23 апреля 1999 года самолёт de Havilland Canada DHC-6 Twin Otter 200 авиакомпании Samoa Aviation съехал с ВПП в канаву и столкнулся с насыпью. Самолёт был серьёзно повреждён, однако ни один из пассажиров или членов экипажа не пострадал[4].